# 1540
Відродження •  Реформація •  Доба великих географічних відкриттів •  Ганза

## Геополітична ситуація
Османську державу очолює Сулейман I Пишний (до 1566). Імператором Священної Римської імперії є Карл V Габсбург (до 1555). У Франції королює Франциск I (до 1547).
Середню частину Апеннінського півострова займає Папська область. Неаполітанське королівство на півдні захопила Іспанія. Венеціанська республіка залишається незалежною, Флорентійське герцогство, Генуя та герцогство Міланське входять до складу Священної Римської імперії.
Іспанським королівством править Карл I (до 1555). В Португалії королює Жуан III Благочестивий (до 1557).
Генріх VIII є королем Англії (до 1547). Королем Данії та Норвегії — Кристіан III (до 1559). Королем Швеції — Густав I Ваза (до 1560). Королем частини Угорщини та Богемії є римський король Фердинанд I Габсбург (до 1564). На більшій частині Угорщини править Янош II Жигмонд Заполья як васал турецького султана за регентства матері Ізабелли Ягеллонки. У Польщі королює Сигізмунд I Старий (до 1548), він же залишається князем Великого князівства Литовського.
Галичина входить до складу Польщі. Волинь належить Великому князівству Литовському. Московське князівство очолює Іван IV (до 1575).
На заході євразійських степів існують Казанське ханство, Кримське ханство, Астраханське ханство, Ногайська орда. Єгипет захопили турки. Шахом Ірану є сефевід Тахмасп I.
У Китаї править династія Мін. Значними державами Індостану є Імперія Великих Моголів, Біджапурський султанат, Віджаянагара. В Японії триває період Муроматі.
Триває підкорення Америки європейцями. На завойованих землях ацтеків існує віцекоролівство Нова Іспанія.

## Події

### В Україні
- Засновано місто Тернопіль
- Перша писемна згадка про село Галущинці (нині Підволочиського району Тернопільської області)
- Перша писемна згадка про село Терпилівка (нині Підволочиського району Тернопільської області)

### У світі
- Королем Угорщини став Янош II Жигмонд Заполья, якому на час смерті батька було тільки 9 днів. його проголосили королем всуперед домовленості з Фердинандом I Габсбургом, який незабаром узяв в облогу Буду.
- 14 лютого імператор Священної Римської імперії Карл V Габсбург увійшов без спротиву у Гент і придушив бунт робітників.
- 22 травня папа римський Павло III оголосив про скликання Тридентського собору, перед яким стояла задача реформи католицької церкви перед загрозою лютеранства.
- 9 липня, після шести місяців подружнього життя, анульовано шлюб англійського короля Генріха VIII з його четвертою дружиною Анною Клевською.
- 28 липня Генріх VIII одружився вп'яте — з Катериною Говард, фрейліною своєї попередньої дружини, Анни Клевської. Того ж дня страчено за звинуваченням у державній зраді Томаса Кромвеля.
- 27 вересня папа римський Павло III затвердив статут створеного шість років перед тим Ігнатієм Лойолою Товариства Христа, католицького ордену освітян і місіонерів (єзуїтів), який відіграв важливу роль у Контрреформації і наверненні в католицизм мільйонів людей у всьому світі.
- Іспанський флот завдав поразки турецькому в битві поблизу Альборана.
- Негусом Ефіопії став Ґелавдевос.
- 17 травня Шер Шах Сурі завдав поразки правителю моголів Хумаюну й встановив свою державу на півночі Індостану.
- Опубліковано De libris revolutionum Copernici narratio prima — абстракт головного твору Миколая Коперника.
- Франсиско Васкес де Коронадо вирушив у похід теренами сучасного США в пошуках Ельдорадо.
- Педро де Вальдивія добрався до Чилі.

## Народились
Докладніше: Народилися 1540 року

## Померли
Докладніше: Померли 1540 року
- 28 липня — За звинуваченням у єресі і зраді страчено Томаса Кромвеля, головного радника короля Англії Генріха VIII.
- 14 листопада — В Парижі у віці 46-и років помер Іль Россо Фіорентіно, італійський художник, засновник школи Фонтебло.